# 6673 Degas
6673 Degas è un asteroide della fascia principale. Scoperto nel 1971, presenta un'orbita caratterizzata da un semiasse maggiore pari a 2,4301767 UA e da un'eccentricità di 0,2120760, inclinata di 3,97090° rispetto all'eclittica.